# Покотило Яків
Покотило Яків — очолював сердюцький полк у гетьмана Мазепи 1700—1709 рр.

## Відомості
Мав земельні володіння в Гельм'язівській сотні Переяславського полку. Походив з козаків вказаної сотні. Всиновив двох дітей своєї дружини кримчанки — Василя і Григорія. Мали спільного сина Іллю. Згадується на полковничому уряді в 1700—1709 рр. Його полк мужньо захищав Батуринську фортецю і практично весь загинув. Після Полтавської битви полковник вимушено здався і довгий час був під арештом. В 1712 р. висланий в Архангельськ.